# 周桓公
周桓公（前757年—前694年），即周公黑肩，春秋初期周邑国君，周公旦后裔。鲁隐公六年（周桓王三年，公元前717年）周公劝周桓王礼遇郑庄公。周桓王不听，于鲁桓公五年（周桓王十三年，前707年）亲率大军征伐郑国，虢公林父率领右军，统属蔡国、卫国军队；周公黑肩率领左军，统属陈国军队。结果，周军大败，周桓王也被射伤。鲁桓公十五年（周桓王二十三年，前697年）桓王死后，莊王继位。鲁桓公十八年（周庄王三年，前694年），周公黑肩欲杀莊王而立王子克。辛伯劝告，周公不听。结果辛伯告知莊王，周公黑肩被杀，王子克奔燕国。